# Paweł Frątczak
Paweł Frątczak (ur. 15 lipca 1960 w Kutnie) – polski strażak, starszy brygadier. Od 2007 do 2020 doradca i rzecznik prasowy Komendanta Głównego Państwowej Straży Pożarnej, autor i współautor wielu artykułów i książek poświęconych tematyce pożarniczej.

## Życiorys

### Wykształcenie i praca zawodowa
W 1983 został absolwentem Wyższej Szkoły Pedagogicznej w Bydgoszczy (praca magisterska na temat polskiego i zagranicznego czasopiśmiennictwa pożarniczego oraz czasopisma „Przegląd Pożarniczy”), a w 1985 Szkoły Głównej Służby Pożarniczej w Warszawie. Ukończył również wiele szkoleń z zakresu zarządzania kryzysowego i Public Relations, odbytych m.in. na Louisiana State University oraz Louisiana Police Academy w Baton Rouge (USA) w 1992 roku, z zakresu dostępu do informacji publicznej oraz komunikacji kryzysowej, zorganizowanych przez Defense Threat Reduction Agency United States of America i Usstratcom Center for Combating WMD oraz Ambasadę Stanów Zjednoczonych w Warszawie (2015).
Uczestnik kilkunastu międzynarodowych i krajowych ćwiczeń ratowniczych. Był jednym z głównych komunikatorów w Polsce podczas Turnieju UEFA EURO 2012 oraz Rządowego Zespołu Zarządzania Kryzysowego w czasie powodzi w maju i czerwcu 2010 roku.
Jego pasją jest zbieranie modeli samochodów pożarniczych. Jego kolekcja liczy obecne ponad 3000 sztuk i jest jedną z dwóch największych w Polsce.

### Funkcja rzecznika
Od początku służby związany był z funkcją rzecznika prasowego Kujawsko-Pomorskiego Komendanta Wojewódzkiego w Toruniu (wcześniej KW Straży Pożarnych i KW PSP w Bydgoszczy). Następnie był doradcą i rzecznikiem prasowym Komendanta Głównego Państwowej Straży Pożarnej. Odpowiadał za kreowanie wizerunku tej formacji ratowniczej oraz promocję zawodu strażaka. W 2017 został mianowany na stanowisko zastępcy dyrektora Gabinetu Komendanta Głównego.
Autor ponad 350 artykułów publikowanych na łamach kilku specjalistycznych czasopism poświęconych pożarnictwu i ratownictwu, a dotyczących techniki pożarniczej, największych akcji ratowniczych, jak również organizacji straży pożarnych w największych krajach świata.
Jest współautorem książki pt. "Samochody pożarnicze", która ukazała się w 2017 roku. To dwujęzyczne wydawnictwo prezentuje wybrane pojazdy pożarnicze, eksploatowane w jednostkach straży pożarnych w Polsce.

## Odznaczenia i wyróżnienia
Odznaczenia:
- Srebrny Krzyż Zasługi
- Srebrny Medal za Długoletnią Służbę
- Złoty Znak Związku OSP RP[8]
- Srebrna Odznaka „Zasłużony dla Ochrony Przeciwpożarowej”
- Złoty Medal „Za Zasługi dla Pożarnictwa”
- Odznaka Honorowa Polskiego Czerwonego Krzyża III stopnia

W 2014 nominowany do nagrody Mistrz Mowy Polskiej w gronie 12 osób wyróżnionych.

## Wybrane publikacje
- Samochody pożarnicze = Fire trucks, Paweł Frątczak, Janusz Woźniak, Elamed Media Group, 2017[10]
- Samochody pożarnicze polskiej straży pożarnej, Paweł Frątczak, Marek Pisarek, Centralne Muzeum Pożarnictwa, 2005[10]
- Projektowanie, wykonywanie i stosowanie środków dydaktycznych w kształceniu kadr pożarniczych, Jan Frątczak, Paweł Tomasz Frątczak, Szkoła Podoficerska Państwowej Straży Pożarnej w Bydgoszczy, 1998[10]
- Bibliografia techniki pożarniczej 1901-1988, Paweł Tomasz Frątczak, Szkoła Główna Służby Pożarniczej, 1992[10]